# Anaplectoidea klossi
Anaplectoidea klossi är en kackerlacksart som beskrevs av Hanitsch 1927. Anaplectoidea klossi ingår i släktet Anaplectoidea och familjen småkackerlackor.
Artens utbredningsområde är Vietnam. Inga underarter finns listade i Catalogue of Life.